# Aufstand des Sacrovir
Der Aufstand des Sacrovir war eine Revolte gegen das Römische Reich in Ostgallien im Jahr 21 n. Chr. Initiiert wurde der Aufstand von dem Haeduerfürst Iulius Sacrovir und dem Trevererfürst Iulius Florus.

## Vorgeschichte

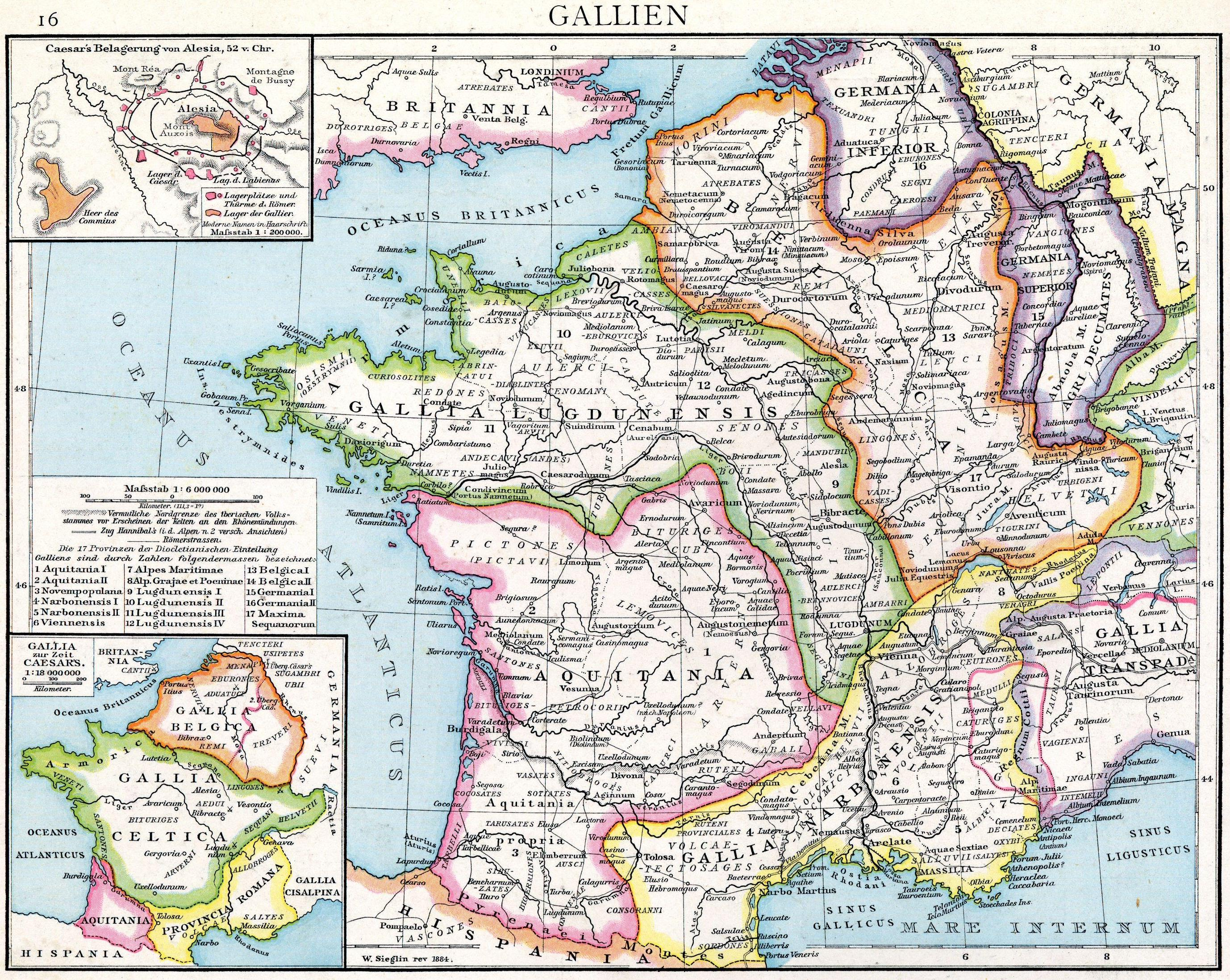
Karte des römischen Galliens

Im Zuge der augusteischen Umstrukturierung der gallischen Provinzen wurden 17 n. Chr. große Teile des Stammesgebietes der Treverer und benachbarter gallischer Völker unter Militärverwaltung gestellt. Gleichzeitig verloren die Treverer Steuerprivilegien. Sie mussten eine militärische Reitereinheit, die ala treverorum aufstellen und unterhalten. Ihr Gebiet wurde von einer civitas libera zu einer niederrangigeren, tributpflichtigen civitas foederata herabgestuft. Nach anhaltend hoher Steuerlast, die die römische Regierung mit den Kosten der Germanienfeldzüge rechtfertigte, nutzten der Haeduerfürst Sacrovir und der Trevererfürst Florus die allgemeine Unzufriedenheit in der gallischen Bevölkerung für eine Rebellion gegen das Römische Reich. Die Erhebungen der beiden miteinander verbündeten Stammesführer werden in der historischen Betrachtung als ein zusammenhängendes Ereignis wahrgenommen. Neben Haeduern und Treverern waren auch Angehörige anderer ostgallischer Stämme beteiligt, jedoch besaßen die Aufständischen keinen nachhaltigen Rückhalt in der gallischen Bevölkerung.

## Verlauf
Der von Sacrovir geplante Aufstand vollzog sich im Rückblick in drei Phasen.
Während Sacrovir mit den Vorbereitungen für die Rebellion in der Provinz Lugdunensis beschäftigt war, probten in Zentralgallien die Andecaver und Turonen, von ihm angestachelt, den Aufstand. Der Legat Acilius Aviola konnte diesen Versuch jedoch im Keim ersticken. Den römischen Truppen standen einheimische Würdenträger zur Seite. Um von seinen eigenen Plänen abzulenken, stellte sich auch Sacrovir zum Schein auf die Seite Aviolas. Im Verhör verrieten die gefangenen Turonen Sacrovir, jedoch sahen die Römer offensichtlich keinen Handlungsbedarf und leiteten keine Verfolgung des Haeduerfürsten ein.
Bei den Treverern begann Florus, Bewaffnete um sich zu scharen. Er beeinflusste unter anderem Soldaten der ala Treverorum, um sie auf seine Seite zu ziehen. Die Soldaten sollten römische Kaufleute töten und Krieg gegen Rom führen. Bei seinen Bemühungen, den gesamten Stamm zum Aufstand gegen Rom zu bewegen, traf er auf Widerstand von Iulius Indus, der einen Verband aus loyal zum römischen Reich stehenden berittenen Kriegern aufstellte. Als sich die Anhänger des Florus im Ardenner Wald versammelten, griff Indus die noch unorganisierten Aufständischen mit seiner Reiterei an und schlug die Rebellion der Treverer nieder.
Florus entzog sich der Verhaftung durch Selbstmord. Die Reiterei des Indus wurde als reguläre ala unter dem Namen ala Gallorum Indiana für das römische Heer übernommen.
In der Hauptphase besetzte Sacrovir bei den Haeduern mit einer Schar bewaffneter Gallier Augustodunum, den Hauptort der civitas Aeduorum, wo er dort studierende Jugendliche als Geiseln nahm. Die Studenten kamen aus einflussreichen gallischen Familien. Mit der Geiselnahme versuchte Sacrovir zum einen Druck auf die Familien der Studenten auszuüben, zum anderen beeinflusste er die Jugendlichen, um sie auf die Seite der Aufständischen zu ziehen. 21 n. Chr. verfügte Sacrovir über ca. 40 000 Mann unter Waffen.
Begünstigt wurde diese Entwicklung durch ein Machtgerangel zwischen den Legaten Gaius Silius und Lucius Visellius Varro, das Sacrovir Zeit verschuf. Erst nachdem Silius diese Auseinandersetzung für sich entscheiden konnte, ging er mit beiden Legionen gegen Sacrovir vor. Eine römische Vorhut verheerte zunächst die Felder und Dörfer der mit Sacrovir verbündeten Sequaner. Im Anschluss marschierte Silius gegen Augustodunum. Die Aufständischen stellten sich der römischen Armee in einer offenen Feldschlacht. Die Gallier waren zwar zahlenmäßig überlegen, konnten aber waffentechnisch nicht konkurrieren. Sacrovir hatte von seinen 40 000 Mann nur etwa 8 000 Mann kampftauglich mit geschmuggelten oder selbsthergestellten Waffen ausrüsten können. Die restlichen Anhänger wurden mit leichten Jagdwaffen ausgestattet. Hinzu kam eine Gruppe von Gladiatorensklaven, die im Stil von gallischen Crupellarieren eine schwere Vollkörperrüstung besaßen.
Die römischen Legionen besiegten die Rebellenarmee. Sacrovir floh vom Schlachtfeld und versteckte sich in einer nahe gelegenen villa rustica. Dort entzog er sich der drohenden Verhaftung durch Selbstmord. Der Aufstand war beendet.
In Rom waren während des Aufstands Gerüchte verbreitet worden, dass ganz Gallien und die beiden spanischen Provinzen abgefallen seien. Auch die Germanen sollten sich dem Aufstand angeschlossen haben. Diese Gerüchte brachten auch das Kaiserhaus in Bedrängnis. Tiberius saß die Krise jedoch aus. Er besuchte Gallien erst, nachdem der Aufstand niedergeschlagen war.